# Mesnil-Follemprise
Mesnil-Follemprise ist eine französische Gemeinde mit 118 Einwohnern (Stand: 1. Januar 2022) im Département Seine-Maritime in der Region Normandie. Die Gemeinde gehört zum Arrondissement Dieppe und zum Kanton Neufchâtel-en-Bray. Die Bewohner werden Mesnillais und Mesnillaises genannt.

## Geografie
Mesnil-Follemprise liegt östlich des Zentrums des Départements, etwa 40 Kilometer nordnordöstlich von Rouen und etwa 23 Kilometer südöstlich von Dieppe im Pays de Bray. Umgeben wird Mesnil-Follemprise von den Nachbargemeinden Osmoy-Saint-Valery im Norden und Nordwesten, Bures-en-Bray im Osten und Nordosten, Fresles im Südosten, Pommeréval im Süden, Ardouval im Süden und Südwesten sowie Les Grandes-Ventes im Westen und Nordwesten.

## Bevölkerungsentwicklung
| Jahr                       | 1962 | 1968 | 1975 | 1982 | 1990 | 1999 | 2006 | 2013 | 2020 |
| Einwohner                  | 186  | 214  | 192  | 170  | 141  | 123  | 122  | 137  | 118  |
| Quellen: Cassini und INSEE |      |      |      |      |      |      |      |      |      |

## Sehenswürdigkeiten
- Kirche Saint-Jean-Baptiste aus dem 17. Jahrhundert
- Frühere Kapelle Notre-Dame
- Mehrere Herrenhäuser aus dem 17. Jahrhundert